# Johanna Hofer
Johanna Hofer (30 de julio de 1896 – 30 de junio de 1988) fue una actriz teatral, cinematográfica y televisiva de nacionalidad alemana.

## Biografía
Su verdadero nombre era Johanna Stern, y nació en Berlín, Alemania. Estudió arte dramático en su ciudad natal, y trabajó como actriz teatral en Fráncfort del Meno desde 1916 a 1918. Volvió a Berlín en 1919 y continuó su carrera sobre las tablas en los años 1920, actuando en locales como el Deutsches Theater. En particular, destacó en su papel de Desdémona en Otelo, de William Shakespeare, obra representada en 1921, y en la cual el actor y director teatral Fritz Kortner hacía el papel del título.
En 1924 se casó con Kortner, y la pareja colaboró en representaciones teatrales llevadas a cabo en Berlín y en gira. Sin embargo, con la llegada al poder del nazismo en 1933, el matrimonio, de confesión judía, decidió abandonar Alemania y, vía Austria y después Inglaterra (en 1934), se instaló en los Estados Unidos en 1938.
Así, Johanna Hofer actuó en el circuito de Broadway (Nueva York) en 1940 en la pieza Another Sun, de Dorothy Thompson y Fritz Kortner (con escenografía de este último), trabajando junto a Celeste Holm. Además, hizo pequeños papeles (dos de ellos sin aparecer en los créditos) en tres películas estadounidenses estrenadas en 1943 y 1945, entre ellas Bajo sospecha, de Richard Thorpe (1943, con Joan Crawford y Fred MacMurray).
A partir de 1948, y de nuevo en Alemania, Hofer y Kortner contribuyeron al renacimiento del teatro en los años posteriores a la Segunda Guerra Mundial, destacando sus representaciones en el Teatro de Cámara de Múnich (Espectros, de Henrik Ibsen en 1953) y en el Teatro Schiller de Berlín. Tras fallecer su marido en 1970, Johanna Hofer continuó su carrera teatral, haciendo uno de sus últimos papeles en la obra Grand et Petit, de Botho Strauss, con escenografía de Peter Stein, y representada en Berlín en 1978-1979 (con Edith Clever en el papel principal).
En el cine había debutado en dos filmes mudos alemanes estrenados en 1926 y 1927 (en el segundo, Die Ausgestoßenen, trabajaba Fritz Kortner). Además de los tres títulos americanos reseñados, hizo otra docena de películas, desde Der Ruf, de Josef von Báky (1949, con su marido), hasta La ansiedad de Veronika Voss, de Rainer Werner Fassbinder (1982, con Rosel Zech en el papel del título).
Entre sus otras películas destacan Der Verlorene de (y con) Peter Lorre (1951), una cuarta (y última) cinta americana, Adiós a las armas (de Charles Vidor, 1957, con Rock Hudson y Jennifer Jones), la coproducción alemana-israelí-suiza Der Fußgänger (de Maximilian Schell, 1973, con Peggy Ashcroft y Elisabeth Bergner), y el film francoalemán Possession (de Andrzej Żuławski, 1981, con Isabelle Adjani y Sam Neill). 
Para la televisión, Hofer actuó en veintiún telefilmes emitidos entre 1958 y 1979, entre ellos Ich will doch nur, daß ihr mich liebt, de Rainer Werner Fassbinder (1976). Además, participó en seis series televisivas. Su último papel en la pantalla llegó con la serie Die Alte (un episodio, 1983).
Johanna Hofer falleció en 1988 en Munich, Alemania.

## Teatro (selección)
- 1921 : Otelo, de William Shakespeare
- 1928 : Peer Gynt, de Henrik Ibsen, escenografía de Berthold Viertel
- 1940 : Another Sun, de Dorothy Thompson  y Fritz Kortner, escenografía de Kortner
- 1953 : Espectros, de Henrik Ibsen, escenografía de Fritz Kortner
- 1955 : The Dark is Light Enough, de Christopher Fry, escenografía de Fritz Kortner
- 1975 : Auf dem Chimborazo, de Tankred Dorst
- 1977 : Hedda Gabler, de Henrik Ibsen, escenografía  de Peter Zadek
- 1978-1979 : Groß und Klein, de Botho Strauss, escenografía de Peter Stein

## Filmografía

### Cine (filmografía íntegra)
- 1926 : Die Schwester vom Roten Kreuz - Ein Lebenslauf, de Gertrud David
- 1927 : Die Ausgestoßenen, de Martin Berger
- 1943 : Bajo sospecha, de Richard Thorpe
- 1943 : Hitler's Madman, de Douglas Sirk
- 1945 : Hotel Berlin, de Peter Godfrey
- 1949 : Der Ruf, de Josef von Báky
- 1951 : Der Verlorene, de Peter Lorre
- 1952 : Toxi, de Robert A. Stemmle
- 1956 : Vor Sonnenuntergang, de Gottfried Reinhardt
- 1957 : Die große Chance, de Hans Quest
- 1957 : Adiós a las armas, de Charles Vidor
- 1958 : Ein Lied geht um die Welt, de Géza von Bolváry
- 1959 : Il vendicatore, de William Dieterle
- 1973 : Der Fußgänger, de Maximilian Schell
- 1980 : Groß und Klein, de Peter Stein
- 1981 : Possession, de Andrzej Żuławski
- 1982 : La ansiedad de Veronika Voss, de Rainer Werner Fassbinder

### Televisión (selección)
- 1958 : Die Alkestiade, de Hans Schweikart
- 1958 : Die selige Edwina Black, de Paul Verhoeven
- 1976 : Derrick
  - Temporada 3, episodio 7 Kein schöner Sonntag, de Leopold Lindtberg
- 1976 : Ich will doch nur, daß ihr mich liebt, de Rainer Werner Fassbinder
- 1983 : Die Alte
  - Temporada 7, episodio 4 Der Tote im Wagen